# Il cardinale (romanzo)
Il cardinale (The Cardinal) è un romanzo di Henry Morton Robinson pubblicato per la prima volta in lingua originale inglese nel 1950. È forse l'opera più famosa di Robinson; nel 1963 ne è stato tratto un film di Otto Preminger con lo stesso titolo.
Il romanzo è stato tradotto in 11 lingue.

## Trama
Il protagonista del romanzo, Stephen Fermoyle, è ritenuto ispirato in modo non dichiarato alla figura del cardinale statunitense Francis Joseph Spellman.
La vicenda ha inizio nell'aprile del 1915, quando Stephen, giovane sacerdote appena ordinato dopo un periodo di studi presso il Collegio Nordamericano di Roma, fa ritorno a Boston a bordo del transatlantico italiano Vesuvio. Rientrato negli Stati Uniti, è assegnato come vicario parrocchiale alla chiesa di Santa Margherita a Malden, un sobborgo popolato da immigrati irlandesi e italiani. In quella stessa zona vive la sua famiglia: il padre Dennis, tranviere; la madre Ceil; e i fratelli Florrie, Bernard, George, Rita, Mona ed Ellen, suora.
Nella sua prima esperienza pastorale, Stephen affronta le difficoltà quotidiane della comunità e sviluppa una sensibilità umana che arricchisce la sua formazione teologica. In questo contesto elabora la traduzione di un saggio mistico, La scala d'amore, attribuito a monsignor Alfeo Quarenghi, suo ex docente a Roma, il cui nome e titolo sono fittizi, che sottopone all'autorità ecclesiastica locale per ottenere l'imprimatur. Il cardinale Lawrence Glennon, guida dell'arcidiocesi di Boston, respinge la richiesta accusandolo di ambizione e lo trasferisce in una remota parrocchia rurale, St. Peter, in una zona a maggioranza anglo‑canadese.
A St. Peter, Stephen collabora con padre Halley, sacerdote anziano di grande carità ma privo di capacità amministrative. Dopo la morte del parroco, Glennon, colpito dall'impegno e dalle qualità di Stephen, lo nomina nuovo responsabile della parrocchia e successivamente suo segretario.
Nel frattempo, all'interno della famiglia Fermoyle si consuma una crisi: la sorella Mona, osteggiata per la sua relazione con un giovane ebreo, fugge di casa. Ritrovata mesi dopo in stato di gravidanza, muore dando alla luce una figlia, Regina, che viene adottata dalla sorella Rita e dal marito medico. Questo evento segna profondamente Stephen, che intanto accompagna il cardinale Glennon a Roma in occasione della morte del pontefice. A bordo del bastimento Stromboli, comandato dal capitano Gaetano Orselli, ufficiale italiano di vecchia data e figura paterna che aveva già condotto il Vesuvio, raggiungono il Vaticano poco prima dell'elezione del nuovo papa. Poco dopo l'arrivo, Glennon ha un malore e resta in convalescenza.
Durante il soggiorno romano, Stephen entra in contatto con gli ambienti della Curia romana e ottiene un incarico presso la Segreteria di Stato della Santa Sede. In questa nuova fase acquisisce una visione più ampia e universale della Chiesa. Stringe amicizia con il collega Roberto Braggiotti, giovane ecclesiastico colto, proveniente da famiglia nobile romana, che lo introduce nella vita mondana dell'aristocrazia locale. In questo contesto Stephen ritrova Ghislana Falerni, nobildonna vedova, raffinata e spiritualmente affine, con la quale condivide interessi culturali e un sentimento mai esplicitamente vissuto. Il legame tra i due resta inespresso, segnato solo da una reciproca ammissione di affetto e dalla consapevolezza dell'incompatibilità con la vocazione sacerdotale.
Alla morte improvvisa di Braggiotti per una grave infezione, Stephen decide di allontanarsi dagli ambienti aristocratici, interrompendo anche ogni contatto con Ghislana, nel desiderio di preservare il proprio ministero e l'integrità della donna. Dopo un periodo di ritiro spirituale, accetta l'incarico di assistente di monsignor Quarenghi, nominato legato apostolico a Washington. Tornato negli Stati Uniti, Stephen viene nominato vescovo della diocesi immaginaria di Hartfield, coronando un percorso di formazione spirituale e pastorale già anticipato simbolicamente dal dono di un anello vescovile con ametista offertogli anni prima da Orselli.
Nel contesto della crescente instabilità internazionale, Stephen si schiera a fianco di Pio XI, sostenendone il messaggio di pace e opponendosi al nazifascismo. Per il suo impegno e la sua fedeltà alla Chiesa, viene elevato alla dignità di arcivescovo e infine di cardinale.

## Personaggi

### Stephen Fermoyle
Protagonista del romanzo. Giovane sacerdote cattolico originario di Boston, si forma al Collegio Nordamericano di Roma e avvia il proprio ministero pastorale negli Stati Uniti nel 1915. La sua vicenda personale e spirituale lo conduce attraverso fasi di conflitto interiore, formazione diplomatica e progressiva ascesa ecclesiastica, fino alla nomina a cardinale. È ritenuto liberamente ispirato al cardinale Francis Joseph Spellman.

### Famiglia Fermoyle
- Dennis Fermoyle – Padre di Stephen. Lavoratore di umili origini, impiegato come tranviere. Figura di riferimento tradizionale e devoto cattolico, rappresenta la componente popolare della fede familiare.
- Ceil Fermoyle – Madre di Stephen. Donna profondamente religiosa e legata ai valori familiari. Svolge un ruolo silenzioso ma influente nell'equilibrio emotivo della famiglia.
- Ellen Fermoyle – Figlia primogenita, suora in un ordine religioso. Rappresenta il versante contemplativo e istituzionale della spiritualità, parallela e speculare alla vocazione del fratello.
- Florrie Fermoyle – Una delle sorelle minori. Figura marginale nella trama, incarna il contesto domestico e quotidiano dell'infanzia del protagonista.
- Bernard Fermoyle – Fratello di Stephen. Personaggio secondario, testimone delle dinamiche familiari e delle tensioni tra religione e vita civile.
- George Fermoyle – Altro fratello, parte della cornice familiare. Rappresenta i giovani uomini della working class americana nella prima metà del Novecento.
- Rita Fermoyle – Sorella maggiore, sposata con un medico. Dopo la morte di Mona, adotta la nipote Regina. Figura di equilibrio e stabilità, rappresenta la carità laica e la responsabilità familiare.
- Mona Fermoyle – Sorella di Stephen. La sua relazione con un giovane ebreo, osteggiata dalla famiglia, la conduce alla fuga e a una tragica fine: muore dando alla luce la figlia Regina. La sua vicenda incarna il conflitto tra amore e norme sociali, segnando profondamente il protagonista.
- Regina – Figlia di Mona. Rimasta orfana alla nascita, viene adottata da Rita. Simbolo di speranza e continuità.

### Altri personaggi ecclesiastici e laici
- Lawrence Glennon – Cardinale arcivescovo di Boston. Inizialmente severo e diffidente, rappresenta l'autorità ecclesiastica tradizionale. Con il tempo riconosce il valore di Stephen, di cui fa il proprio segretario. Partecipa al conclave a Roma, dove si ammala.
- Gaetano Orselli – Capitano della marina mercantile italiana. Comandante del Vesuvio e dello Stromboli, svolge un ruolo simbolico di guida e profezia. Donando a Stephen un anello con ametista, ne anticipa la futura carriera episcopale.
- Alfeo Quarenghi – Monsignore e teologo (personaggio fittizio), docente al Collegio Nordamericano e autore del trattato mistico La scala d'amore. Dopo la sua nomina a legato apostolico a Washington, sceglie Stephen come assistente.
- Roberto Braggiotti – Giovane ecclesiastico di famiglia aristocratica romana[8]. Introduce Stephen negli ambienti dell'alta società capitolina. Muore prematuramente a causa di un'infezione.
- Ghislana Falerni – Nobildonna romana vedova, colta e spiritualmente affine a Stephen. Il loro legame, fondato sulla stima e sull'affinità intellettuale, resta inespresso. Simbolo del conflitto interiore tra sentimento e vocazione.
- Padre Halley – Sacerdote anziano della parrocchia rurale di St. Peter. Uomo di grande carità ma privo di capacità amministrative. Alla sua morte, Stephen ne assume l'incarico pastorale.

## Il film
Il film è liberamente ispirato al libro e ne modifica in molte parti la trama, riducendone la ricchezza di significato e ampliando il tema dell'amore tra il sacerdote e una giovane ragazza (Romy Schneider).

## Edizioni
- Henry Morton Robinson, The cardinal, New York, Simon & Schuster, 1950,  pp. 565.

- Henry Morton Robinson, Il Cardinale, traduzione di Maria Galli de Furlani, collana Il milione, Milano, Garzanti, 1951,  p. 654.